# Société des Touristes du Dauphiné
Die Société des Touristes du Dauphiné (STD) ist ein in Grenoble gegründeter Bergverein, der als Mitglied des Französischen Berg- und Kletterverbandes (FFME), verschiedene Aktivitäten im Zusammenhang mit Bergsteigen, Klettern, Skitouren und Wandern anbietet.
Die STD war der erste Alpenverein, der am Belledonnesee mit der Belledonne-Schutzhütte eine Schutzhütte in den Alpen errichtete, die seit dem Ersten Weltkrieg in Trümmern liegt.
Heute betreibt die STD fünf Berghütten. Refuge Jean Collet in Belledonne, Refuge de la Fare in Grandes Rousses, sowie das Refuge Adèle Planchard, Refuge de la Selle und Refuge du Soreiller im Ecrins-Massiv.
Der Abt Laurent Guétal, Landschaftsmaler Dauphinois, zählte zu den ersten Mitgliedern der STD.